# Mistrzostwa Polski w Judo 1983
27. edycja Mistrzostw Polski w judo odbyła się w 1983 roku w Warszawie, gdzie rywalizowali mężczyźni oraz w Słupsku, gdzie rywalizowały kobiety w dniach 5-6 lutego.

## Medaliści 27 mistrzostw Polski

### Kobiety
| Konkurencja: | Złoto:             | Srebro:                               | Brąz:                                                               |
| 48 kg        | Joanna Majdan      | Wanda Gondek                          | Beata Czabank Beata Polit                                           |
| 52 kg        | Małgorzata Gancarz | Małgorzata Szamreta Gwardia Białystok | Ernestyna Matusiak Ewa Kowal                                        |
| 56 kg        | Lucyna Kawałek     | Wiesława Stolarek                     | Maria Gontowicz-Szałas AZS AWF Gorzów Wielkopolski Małgorzata Śliwa |
| 61 kg        | Sabina Dyrda       | Bożena Klimkowska                     | Anna Udycz Magdalena Wideńska                                       |
| 66 kg        | Jolanta Adamczyk   | Małgorzata Mendel                     | Barbara Maślana Ewa Pencherkiewicz                                  |
| 72 kg        | Stefania Drzewicka | Tamara Lulewicz                       | Iwona Gregorczyk Katarzyna Rogowska                                 |
| +72 kg       | Grażyna Konopka    | Teresa Szczechowska                   | Maria Litwinowicz Beata Bartosik                                    |

### mężczyźni
| Konkurencja: | Złoto:                            | Srebro:           | Brąz:                                                 |
| 60 kg        | Marek Rybicki                     | Janusz Gaczkowski | Zbigniew Szaforz Piotr Bocheński                      |
| 65 kg        | Janusz Pawłowski Wybrzeże Gdańsk  | Andrzej Kruszena  | Andrzej Dziemianiuk Marian Donat                      |
| 71 kg        | Wiesław Błach                     | Waldemar Legień   | Marian Tałaj Gwardia Koszalin Zbigniew Tałaj          |
| 78 kg        | Andrzej Sądej                     | Henryk Kusza      | Andrzej Grzegorzek Kazimierz Gonciarczyk Wisła Kraków |
| 86 kg        | Krzysztof Kurczyna                | Bogusław Hanc     | Leszek Lisowski Andrzej Grzywacz                      |
| 95 kg        | Zbigniew Bielawski                | Jacek Beutler     | Ryszard Pujszo Jerzy Sosnowski                        |
| +95 kg       | Roman Kąpelski                    | Henryk Stawski    | Wojciech Dworczyński Wisła Kraków Waldemar Zausz      |
| open         | Wojciech Dworczyński Wisła Kraków | Tomasz Błaszczyk  | Zbigniew Bielawski Paweł Szwedziak                    |